# Ганс Шренк
Ганс Шренк (нім. Hans Schrenk; 18 вересня 1917, Бад-Франкенгаузен — ?) — німецький офіцер-підводник, капітан-лейтенант крігсмаріне.

## Біографія
3 квітня 1937 року вступив на флот. З жовтня 1939 року служив на легкому крейсері «Кельн», з березня 1940 року — в міській комендатурі Кіля, з серпня 1940 року — у військово-морській службі Гамбурга. З жовтня 1940 року — вахтовий офіцер на авізо «Гела». З вересня 1941 по березень 1942 року пройшов курс підводника. З 8 жовтня 1942 по січень 1944 року — командир U-7, з 29 квітня 1944 по 15 травня 1945 року — командир U-901, на якому здійснив 1 похід (14 квітня — 15 травня 1945). В травні був взятий в полон.

## Звання
- Кандидат в офіцери (3 квітня 1937)
- Морський кадет (21 вересня 1937)
- Фенріх-цур-зее (1 травня 1938)
- Оберфенріх-цур-зее (1 липня 1939)
- Лейтенант-цур-зее (1 січня 1940)
- Оберлейтенант-цур-зее (1 вересня 1941)
- Капітан-лейтенант (1 жовтня 1944)